# 일본국 헌법 제70조
일본국 헌법 제70조(일본어: 日本国憲法第70条)은 일본국 헌법 제5장 "내각"의 조문 중 하나이다. 내각총리대신이 부재한 때 또는 중의원 의원 총선거 후에 최초로 소집된 국회(특별회)에서의 내각 총사직에 대해 규정하고 있다.

## 조문
일본국 헌법 제70조
내각총리대신이 부재할 때 또는 중의원 의원 총선거 뒤 처음으로 국회의 소집이 있었을 때는 내각은 총사직하여야 한다.

## 해설
여기서 '내각총리대신이 부재할 때'란 내각총리대신의 재임 중 사망 외에 국회의원의 지위를 잃는 것도 포함되는 것으로 해석되고 있다.
과거 1980년 오히라 마사요시 총리가 지병으로 재임 중 사망했을 때 본 조 규정에 따라 이토 마사요시 내각관방장관이 내각총리대신 임시 대리로 취임한 뒤 즉각 내각 총사직을 결정하였다. 그런데 오히라가 사망할 당시 중의원이 해산된 상태였으므로 헌법 제71조 규정에 따른 직무집행내각은 오히라 총리의 사망으로부터 총선거를 거쳐 새 총리가 선출될 때까지 지속되었다.